# Saint-Germain-la-Campagne
Pour les articles homonymes, voir Saint-Germain.
Saint-Germain-la-Campagne est une commune française située dans le département de l'Eure, en région Normandie.

## Géographie

### Localisation
Saint-Germain-la-Campagne est une commune de l'Ouest du département de l'Eure et limitrophe de celui du Calvados. Selon l'atlas des paysages de Haute-Normandie, elle appartient à la région naturelle du Lieuvin. Toutefois, l'Agreste, le service de la statistique et de la prospective du ministère de l'Agriculture, de l'Agroalimentaire et de la Forêt, la classe au sein du pays d'Auge (en tant que région agricole).
Le bourg de la commune est à 3 km à l'est d'Orbec, à 14,5 km au sud-ouest de Bernay, à 17 km au sud-est de Lisieux et à 58 km au sud-est de Caen.
| Courtonne-les-Deux-Églises (Calvados)                                 | Courtonne-les-Deux-Églises (Calvados), Saint-Mards-de-Fresne |                       |
| Valorbiquet (comm. dél. de La Chapelle-Yvon) (Calvados)               | Saint-Germain-la-Campagne                                    | Capelle-les-Grands    |
| Saint-Martin-de-Bienfaite-la-Cressonnière (Calvados) Orbec (Calvados) | Orbec (Calvados), La Vespière-Friardel (Calvados)            | Saint-Jean-du-Thenney |

### Hydrographie
La commune est située dans le bassin Seine-Normandie. Elle est drainée par la Courtonne et le fossé 01 du Vau Cellier,,.
La Courtonne, d'une longueur de 17 km, prend sa source dans la commune de Saint-Mards-de-Fresne et se jette  dans l'Orbiquet à Glos, après avoir traversé six communes.

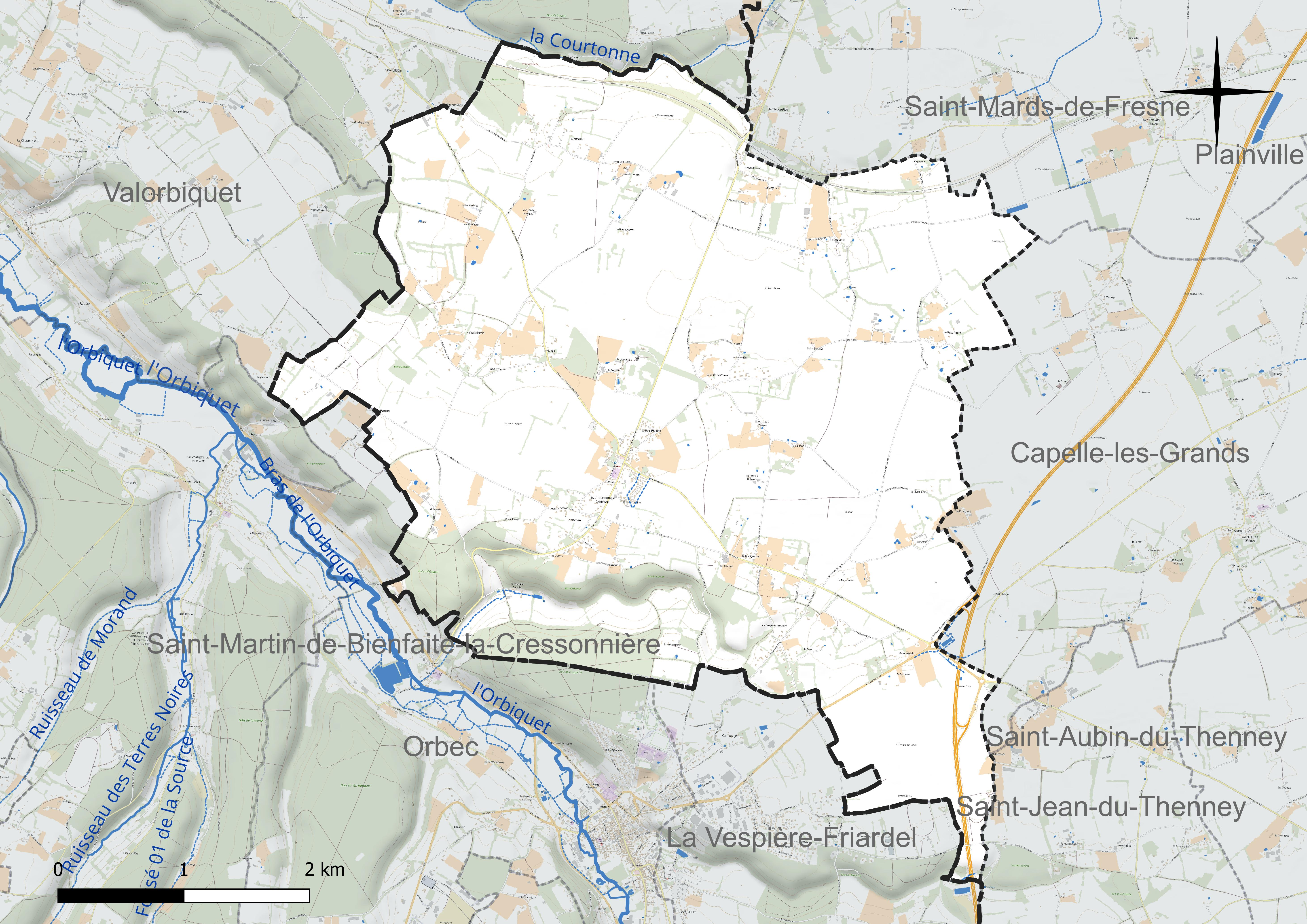
Réseau hydrographique de Saint-Germain-la-Campagne.

### Climat
Pour des articles plus généraux, voir Climat de la Normandie et Climat de l'Eure.
En 2010, le climat de la commune est de type climat océanique dégradé des plaines du Centre et du Nord, selon une étude du CNRS s'appuyant sur une série de données couvrant la période 1971-2000. En 2020, Météo-France publie une typologie des climats de la France métropolitaine dans laquelle la commune est exposée à un climat océanique et est dans la région climatique  Côtes de la Manche orientale, caractérisée par un faible ensoleillement (1 550 h/an) ; forte humidité de l’air (plus de 20 h/jour avec humidité relative > 80 % en hiver), vents forts fréquents. Parallèlement le GIEC normand, un groupe régional d’experts sur le climat, différencie quant à lui, dans une étude de 2020, trois grands types de climats pour la région Normandie, nuancés à une échelle plus fine par les facteurs géographiques locaux. La commune est, selon ce zonage, exposée à un « climat contrasté des collines », correspondant au Pays d’Auge, Lieuvin et Roumois, moins directement soumis aux flux océaniques et connaissant toutefois des précipitations assez marquées en raison des reliefs collinaires qui favorisent leur formation.
Pour la période 1971-2000, la température annuelle moyenne est de 10,1 °C, avec  une amplitude thermique annuelle de 13,5 °C. Le cumul annuel moyen de précipitations est de 837 mm, avec 12,7 jours de précipitations en janvier et 8,7 jours en juillet. Pour la période 1991-2020, la température moyenne annuelle observée sur la station météorologique la plus proche, située sur la commune de Bernay à 15 km à vol d'oiseau, est de 10,9 °C et le cumul annuel moyen de précipitations est de 666,9 mm,. Pour l'avenir, les paramètres climatiques de la commune estimés pour 2050 selon différents scénarios d’émission de gaz à effet de serre sont consultables sur un site dédié publié par Météo-France en novembre 2022.

## Urbanisme

### Typologie
Au 1er janvier 2024, Saint-Germain-la-Campagne est catégorisée commune rurale à habitat dispersé, selon la nouvelle grille communale de densité à 7 niveaux définie par l'Insee en 2022.
Elle est située hors unité urbaine et hors attraction des villes,.

### Occupation des sols
L'occupation des sols de la commune, telle qu'elle ressort de la base de données européenne d’occupation biophysique des sols Corine Land Cover (CLC), est marquée par l'importance des territoires agricoles (91 % en 2018), une proportion identique à celle de 1990 (91 %). La répartition détaillée en 2018 est la suivante : 
terres arables (52,6 %), prairies (38,4 %), forêts (7,9 %), zones urbanisées (1,2 %). L'évolution de l’occupation des sols de la commune et de ses infrastructures peut être observée sur les différentes représentations cartographiques du territoire : la carte de Cassini (XVIIIe siècle), la carte d'état-major (1820-1866) et les cartes ou photos aériennes de l'IGN pour la période actuelle (1950 à aujourd'hui).

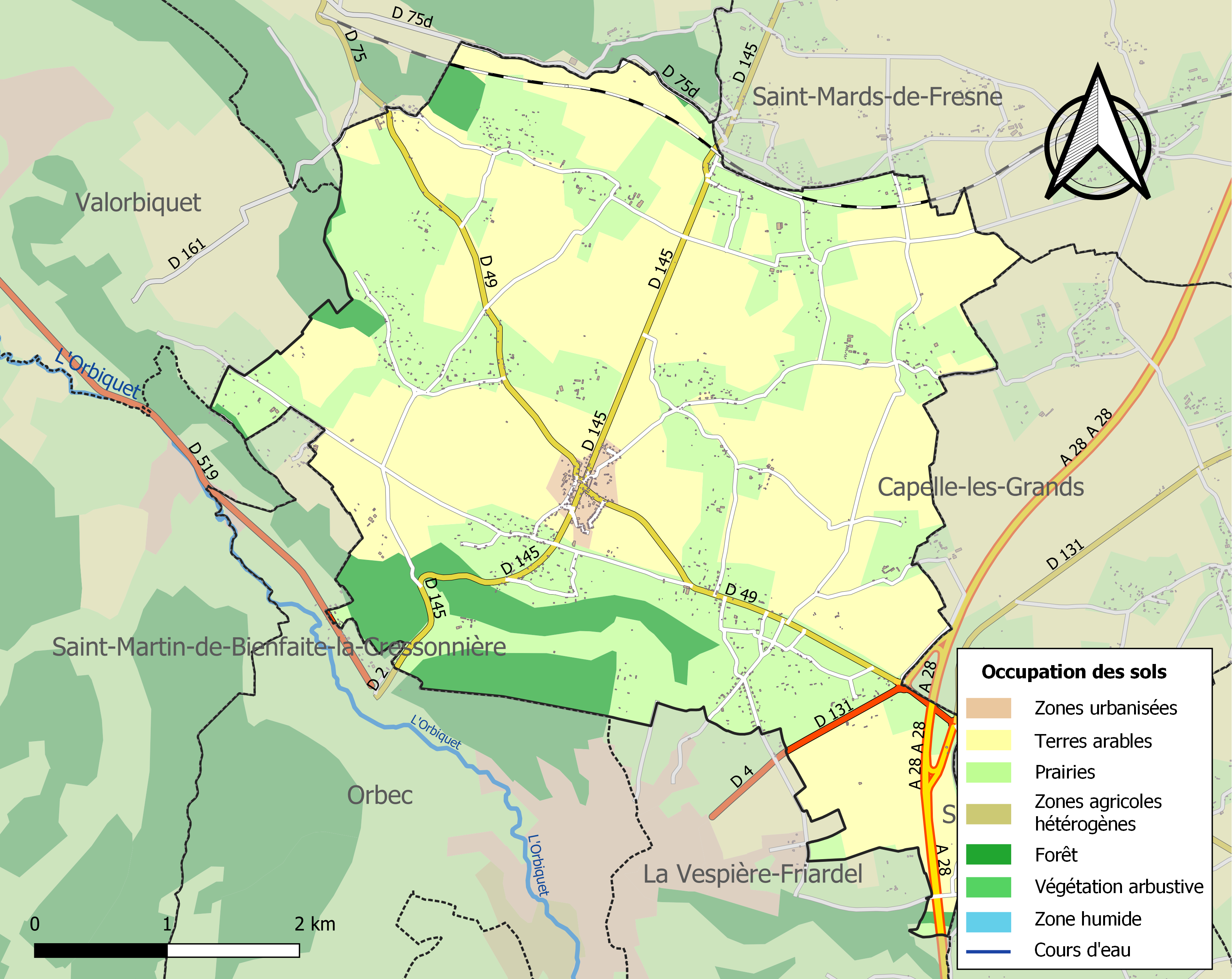
Carte des infrastructures et de l'occupation des sols de la commune en 2018 (CLC).

## Toponymie
Le nom de la localité est attesté sous les formes Sanctus Germanus de Campania en 1193 (charte du comte de Pembroke), Sancto Germano in Campania en 1284, Saint Germain la Campaigne en 1342, Saint Germain de la Campaigne en 1392 (aveu de Jean de Folleville), Saint Germain la Champaigne en 1407 (aveu de Colin de Mailloc), Saint Germain de la Campagne en 1631 (Tassin, Plans et profilz), Saint Germain la Campagne en 1793, Saint-Germain-de-la-Campagne en 1801.
Saint-Germain est un hagiotoponyme, l'église est dédiée à Saint Germain d'Auxerre.
Le terme campagne, en toponymie, a le sens de « plaine cultivée ».

## Politique et administration

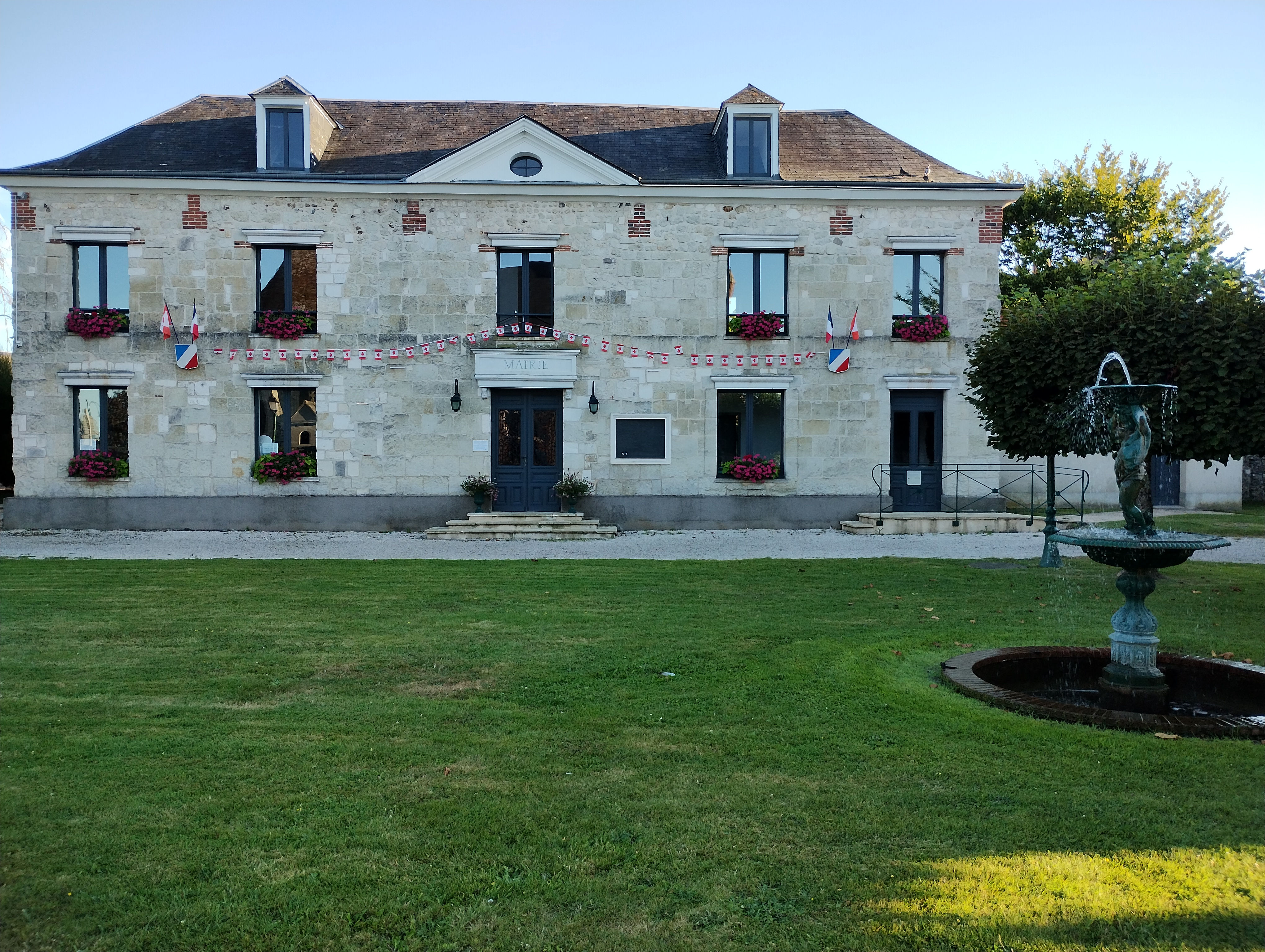
Mairie

| Période                                  | Période  | Identité                 | Étiquette             | Qualité                                 |
| ---------------------------------------- | -------- | ------------------------ | --------------------- | --------------------------------------- |
| maire en 1973                            | ?        | François Couraye du Parc | Mouvement réformateur | Exploitant agricole, conseiller général |
| mars 2001                                | 2020     | Daniel Boulaye           | DVD                   | Contremaître                            |
| 2020                                     | En cours | Sébastien Duval          |                       |                                         |
| Les données manquantes sont à compléter. |          |                          |                       |                                         |

## Population et société

### Démographie
L'évolution du nombre d'habitants est connue à travers les recensements de la population effectués dans la commune depuis 1793. Pour les communes de moins de 10 000 habitants, une enquête de recensement portant sur toute la population est réalisée tous les cinq ans, les populations de référence des années intermédiaires étant quant à elles estimées par interpolation ou extrapolation. Pour la commune, le premier recensement exhaustif entrant dans le cadre du nouveau dispositif a été réalisé en 2005.

En 2022, la commune comptait 858 habitants, en évolution de −3,27 % par rapport à 2016 (Eure : −0,25 %, France hors Mayotte : +2,11 %).
| 1793  | 1800  | 1806  | 1821  | 1831  | 1836  | 1841  | 1846  | 1851  |
| ----- | ----- | ----- | ----- | ----- | ----- | ----- | ----- | ----- |
| 1 400 | 1 474 | 1 577 | 1 439 | 1 433 | 1 400 | 1 318 | 1 263 | 1 203 |

| 1856  | 1861  | 1866  | 1872  | 1876  | 1881  | 1886  | 1891 | 1896 |
| ----- | ----- | ----- | ----- | ----- | ----- | ----- | ---- | ---- |
| 1 201 | 1 214 | 1 144 | 1 160 | 1 119 | 1 078 | 1 015 | 979  | 891  |

| 1901 | 1906 | 1911 | 1921 | 1926 | 1931 | 1936 | 1946 | 1954 |
| ---- | ---- | ---- | ---- | ---- | ---- | ---- | ---- | ---- |
| 872  | 841  | 850  | 787  | 801  | 733  | 724  | 778  | 725  |

| 1962 | 1968 | 1975 | 1982 | 1990 | 1999 | 2005 | 2006 | 2010 |
| ---- | ---- | ---- | ---- | ---- | ---- | ---- | ---- | ---- |
| 696  | 642  | 747  | 755  | 793  | 748  | 740  | 777  | 860  |

| 2015 | 2020 | 2022 | - | - | - | - | - | - |
| ---- | ---- | ---- | - | - | - | - | - | - |
| 886  | 864  | 858  | - | - | - | - | - | - |

### Sports
Un rallye est organisé annuellement sur le territoire de la commune de Saint-Germain-la-Campagne. Organisé par l’ASACO Pays Normand et l’Écurie de la Côte Fleurie, il compte pour la coupe de France des rallyes,.

## Culture locale et patrimoine

### Lieux et monuments
Saint-Germain-la-Campagne compte un édifice inscrit au titre des monuments historiques :
- Le manoir du Grand-Feugueray (XVIIe)  Inscrit MH (1973)[33].

Autres édifices :

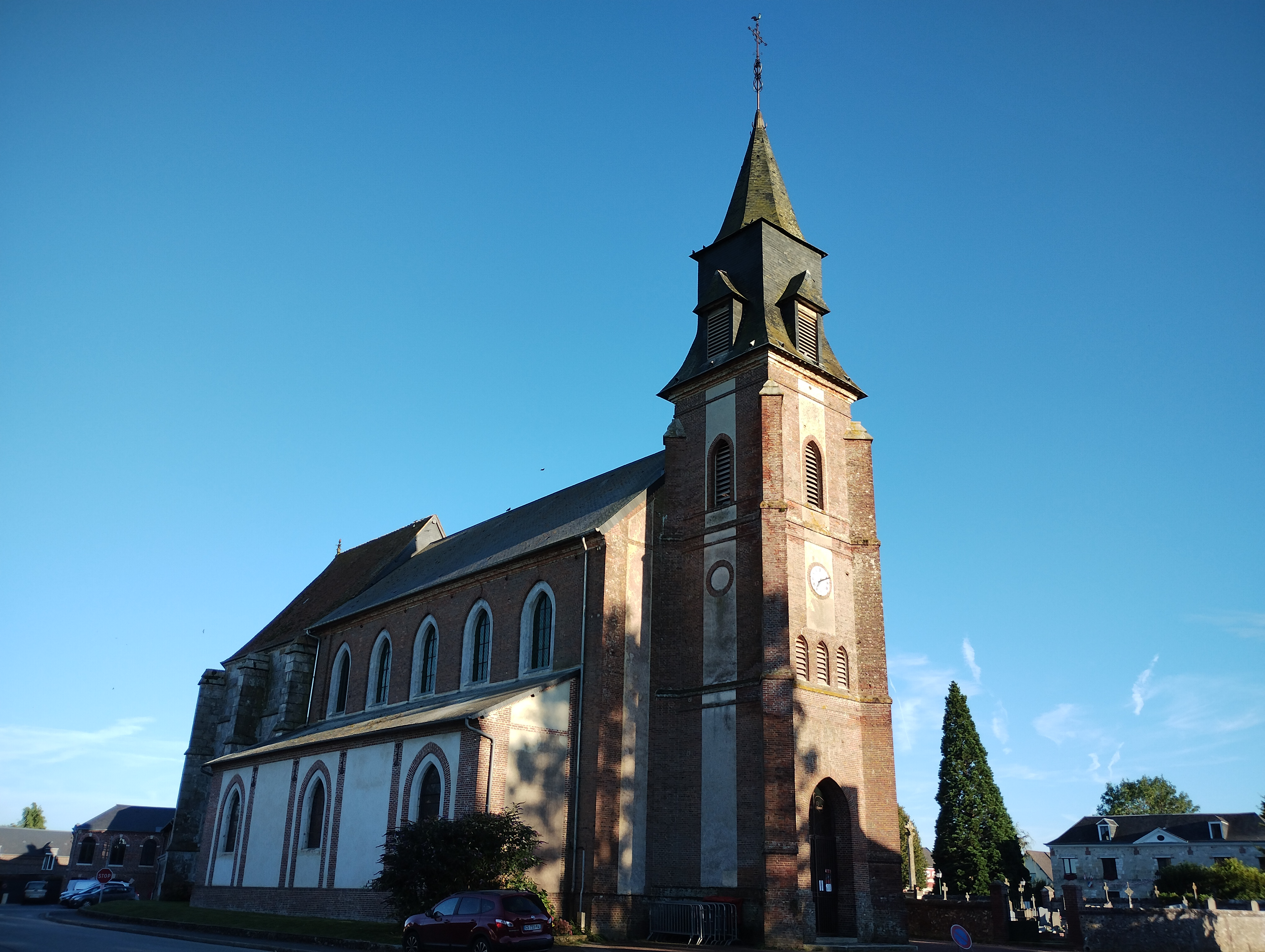
église Saint-Germain

- l'église Saint-Germain construite sur l'emplacement d'un temple dédié à Mercure. Le temple fut découvert lors des travaux au XIXe siècle : Jean de la Rivière fit don d'un vitrail à l'église paroissiale de St-Germain-la-Campagne en 1512, comme l'inscription qu'il porte le précise : « Noble homme Jehan de la RIVIÈRE, sieur du Mesnil et du Feugueray, a done ceste vitre l'an mil V Ct XII ». Le sujet en est la vie de saint-Jean-Baptiste. La partie horizontale supérieure illustre la naissance, la prédication et le baptême du Christ. La partie médiane illustre la vie et la mort du Saint patron de Jean.
L'angle inférieur gauche représente Jean, en armure, agenouillé sur un coussin, son heaume est posé devant lui, ses armoiries figurent en dessous. On y remarque le « Lambel » qui désigne une branche cadette de la famille de la Rivière. Son fils, Charles, est dans la même position, en arrière de son père.
L'angle inférieur droit représente Thomasse de Heudreville agenouillée devant un livre ouvert, posé au-dessus de ses armoiries, sa fille, Jeanne, dans la même attitude est en retrait derrière elle[34].
Des vitraux contemporains (1951-1955) sont l'œuvre du vitrailliste Pierre Choutet[35] (Manufacture des Gobelins, natif de Saint-Rémy (Saône-et-Loire) ;
- la mairie ;
- le puits ;
- la Chapelle Sainte Mélanie ;
- le stade André-Lafosse, du nom de l'un des fondateurs du club communal au début des années 1970.

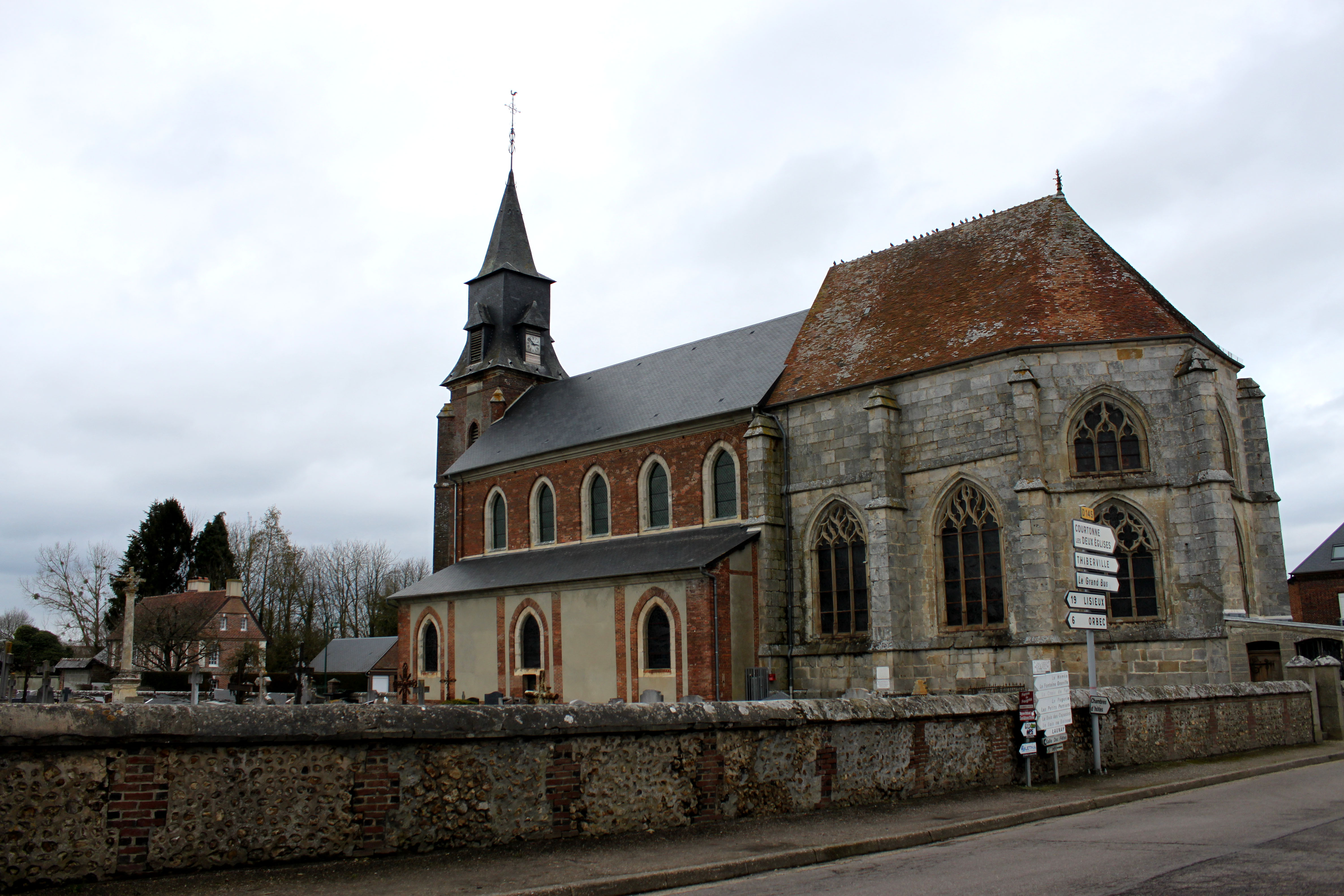
L'église Saint Germain.
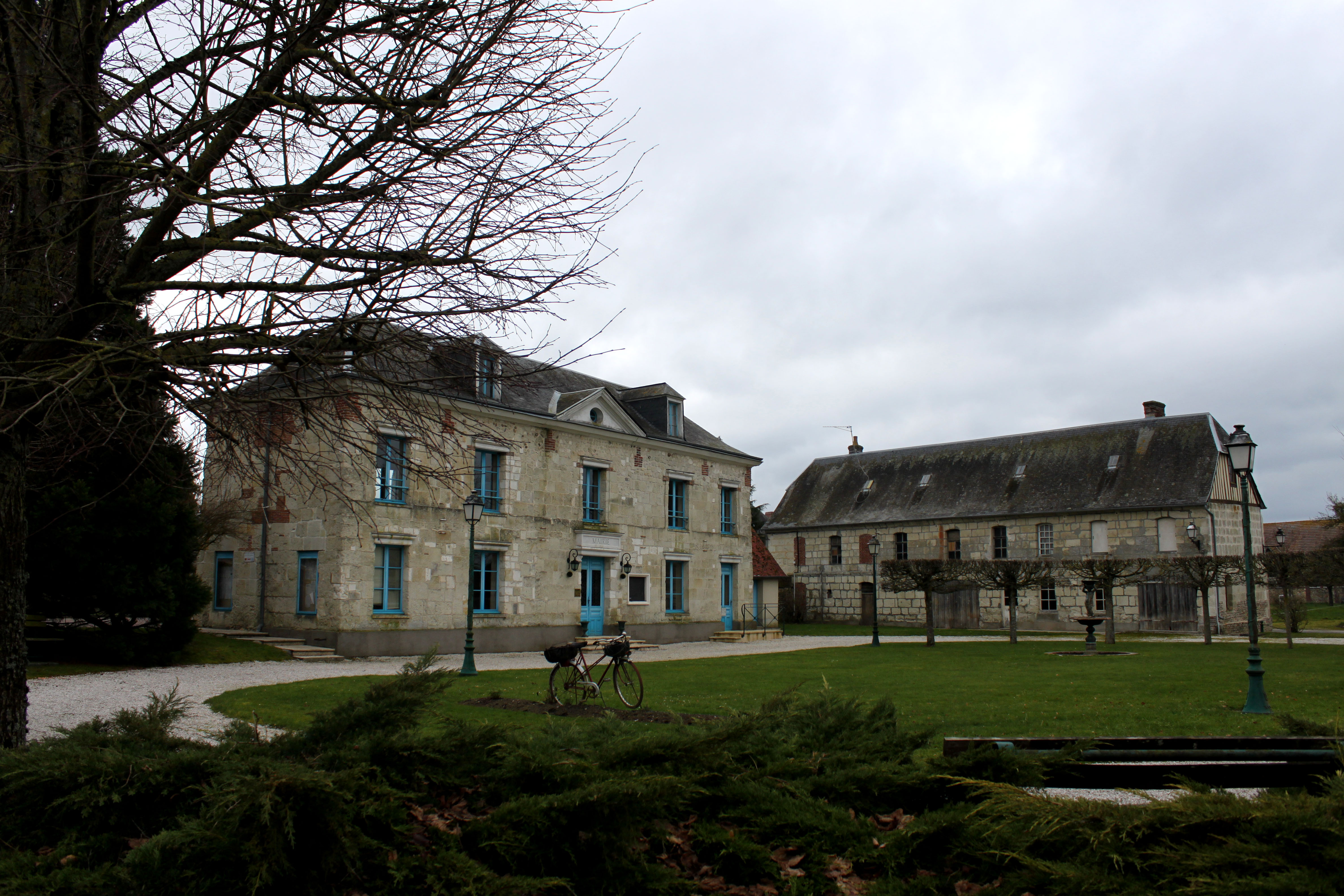
La mairie.
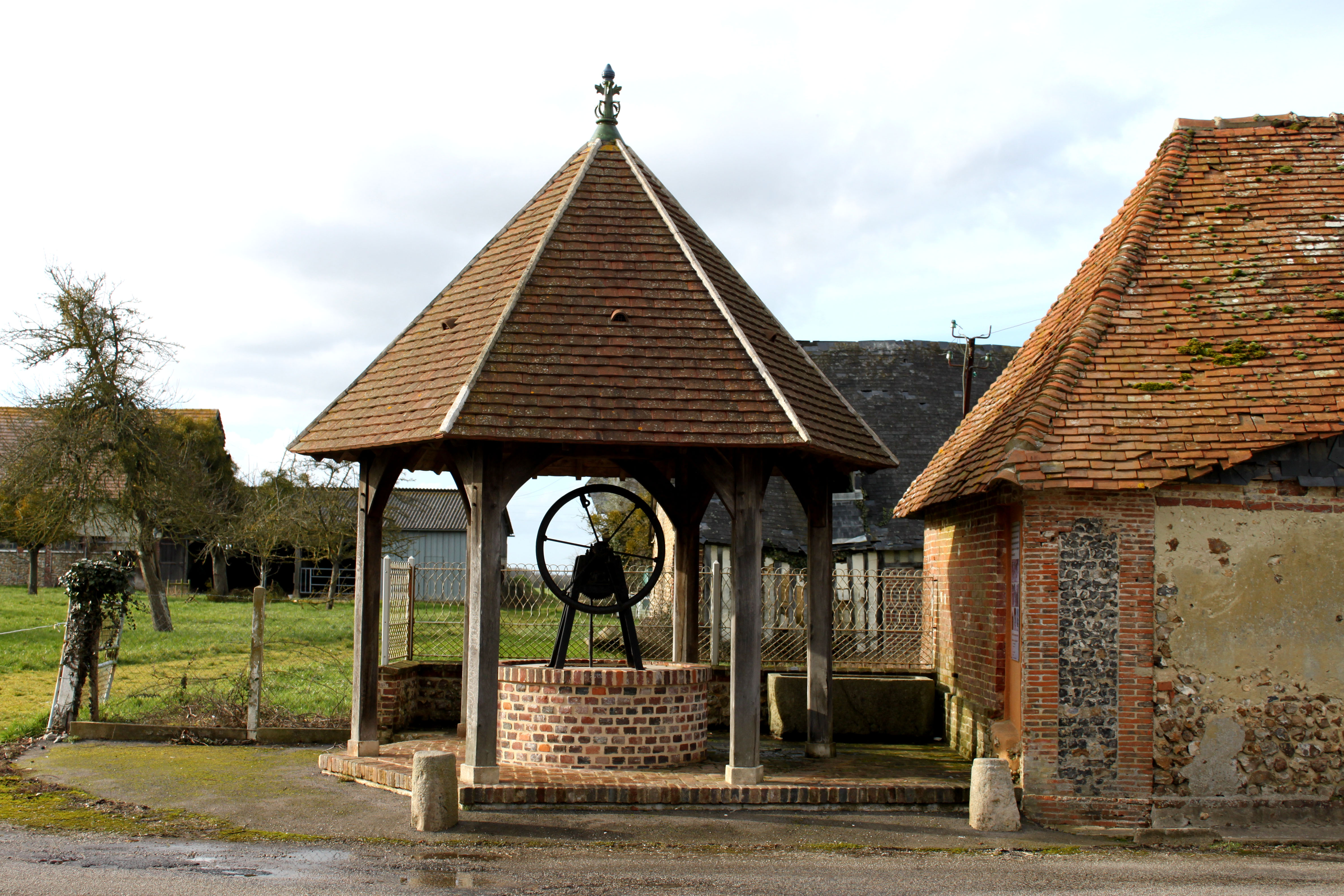
Le puits.
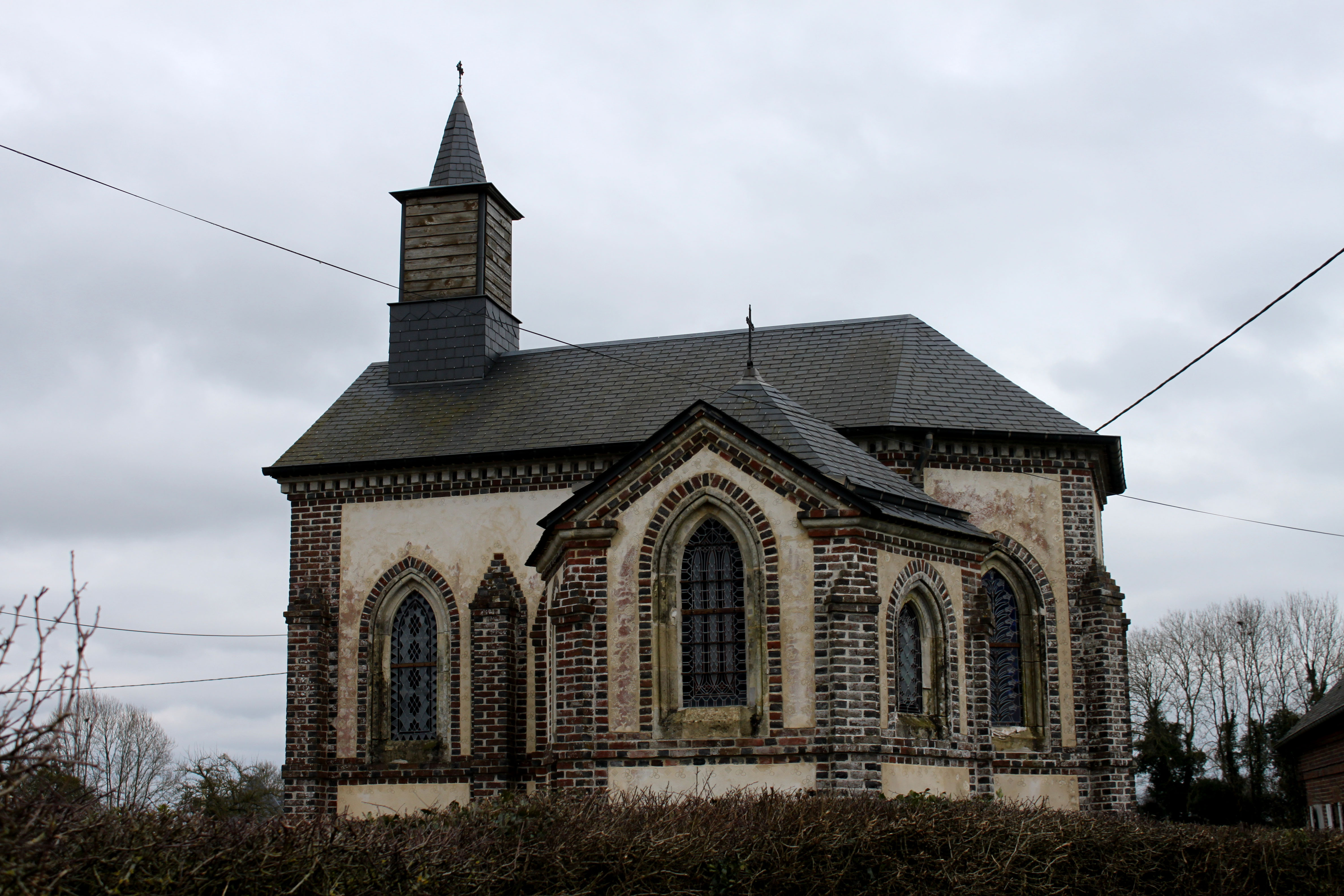
La chapelle Sainte Mélanie.

### Patrimoine naturel

#### ZNIEFF de type 1
- Le bois du Hamée[36] ;
- La Courtonne et ses affluents[37].

#### ZNIEFF de type 2
- Bassin de l'Orbiquet et de la Courtonne[38].

### Personnalités liées à la commune
- Jean de la Rivière, début du XVIe siècle, chevalier, seigneur du Mesnil-aux-Crottes, de Neuvilette et de Thuit-Hebert, époux de Thomasse de Heudreville, fit don, en 1512, à l'église de Saint-Germain-la-Campagne, d'un vitrail représentant la vie de saint Jean-Baptiste qui est toujours visible sur place.
- François Gonord (1756 Saint-Germain-la-Campagne -1822 Paris), artiste français, dessinateur au crayon, silhouettiste, peintre de miniature sur porcelaine ou ivoire du XVIIIe siècle.
- En 2007, une jeune fille de 21 ans habitant le village, Gaëlle Fosset, est  retrouvé assassinée chez elle. Ce meurtre demeure à ce jour non résolu[39],[40],[41],[42].
- Gustave Arthus de Sayve fut maire de ce village.